# 韋斯特福爾山脈

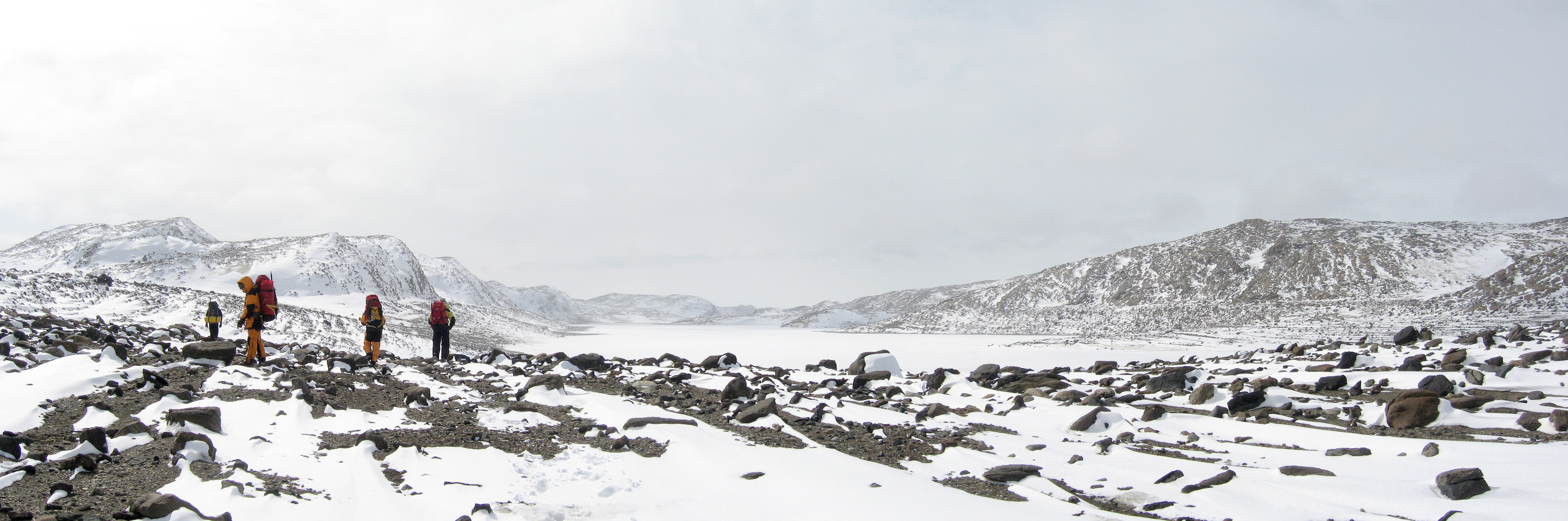

韋斯特福爾山脈是南極洲的山脈，位於伊利莎白公主地，面積411平方公里，最高點海拔高度160米，該山脈在1935年2月20日被挪威探險隊發現。
68°33′S 78°15′E / 68.550°S 78.250°E